# Leptanthura chardyi
Leptanthura chardyi là một loài chân đều trong họ Leptanthuridae. Loài này được Negoescu miêu tả khoa học năm 1992.